# Steco
STECO（えすてこ、中国語: 上海清環環保科技有限公司）は、日系独資の中国企業であり環境コンサルタント・ソリューションプロバイダである。STECO GLOBAL LIMITEDの中核的な法人である。

## 概要
中国現地の日系独資企業唯一、政府公認を受けた環境総合ソリューション提案企業である。

## 沿革
| スタブアイコン | サブスタブ | この項目は、まだ閲覧者の調べものの参照としては役立たない、企業に関連した書きかけの項目です。この項目を加筆・訂正などしてくださる協力者を求めています（PJ:経済）。 |